# Liste der Naturdenkmäler in Meran
Die Liste der Naturdenkmäler in Meran (italienisch Merano) enthält die 36 als Naturdenkmal ausgewiesenen Objekte auf dem Gebiet der Gemeinde Meran in Südtirol.
Basis ist das im Internet einsehbare offizielle Verzeichnis der Naturdenkmäler in Südtirol (Stand: 23. Januar 2015). Dabei kann es sich um botanische, geologische oder hydrologische Naturdenkmäler handeln. Die Reihenfolge in dieser Liste orientiert sich an der ID, alternativ ist sie auch nach dem Namen sortierbar.

## Liste
| Foto |                 | Name                                           | Standort                                           | Beschreibung |
| ---- | --------------- | ---------------------------------------------- | -------------------------------------------------- | --- |
| ja   | Datei hochladen | Wasserfall des Sinichbaches ID: 050_G01        | 46° 38′ 9″ N, 11° 12′ 25″ O                        | Hydrologisches Naturdenkmal: Wasserfall Alternativer Name: Fragsburger Wasserfall                                                                                            |
| ja   | Datei hochladen | Gletscherschliffe am Küchelberg ID: 050_G02    | 46° 40′ 19″ N, 11° 10′ 3″ O                        | Geologisches Naturdenkmal: Gletscherschliffe Weitere Gletscherschliffe finden sich auf 46° 40′ 21,7″ N, 11° 9′ 54,7″ O                                                       |
| ja   | Datei hochladen | 1 Steineiche ID: 050_G03                       | 46° 40′ 24″ N, 11° 9′ 43″ O Galileistraße 50       | Botanisches Naturdenkmal: Steineiche |
| ja   | Datei hochladen | 1 Lawson’s Scheinzypresse ID: 050_G04          | 46° 40′ 36″ N, 11° 9′ 29″ O                        | Botanisches Naturdenkmal: Lawsons Scheinzypresse |
| ja   | Datei hochladen | 1 Immergrüne Magnolie ID: 050_G05              | 46° 40′ 45″ N, 11° 9′ 25″ O Verdistraße 31         | Botanisches Naturdenkmal: Immergrüne Magnolie |
| ja   | Datei hochladen | 1 Blaue Atlaszeder ID: 050_G06                 | 46° 40′ 46″ N, 11° 9′ 25″ O                        | Botanisches Naturdenkmal: Atlaszeder |
| ja   | Datei hochladen | 1 Berg-Mammutbaum ID: 050_G07                  | 46° 40′ 22″ N, 11° 8′ 53″ O Städtischer Friedhof   | Botanisches Naturdenkmal: Bergmammutbaum |
| ja   | Datei hochladen | 1 Himalaya-Zeder ID: 050_G08                   | 46° 40′ 8″ N, 11° 9′ 4″ O                          | Botanisches Naturdenkmal: Himalayazeder |
| ja   | Datei hochladen | 1 Berg-Mammutbaum ID: 050_G09                  | 46° 40′ 10″ N, 11° 9′ 17″ O XXX.-April-Straße 2    | Botanisches Naturdenkmal: Mammutbaum |
| ja   | Datei hochladen | 1 Platane ID: 050_G10                          | 46° 40′ 15″ N, 11° 9′ 22″ O Freiheitsstraße 129    | Botanisches Naturdenkmal: Ahornblättrige Platane |
| ja   | Datei hochladen | 1 Chilenische Araucarie ID: 050_G11            | 46° 40′ 13″ N, 11° 9′ 25″ O Carduccistraße 26      | Botanisches Naturdenkmal: Chilenische Araukarie |
| BW   | Datei hochladen | 1 Nepal-Zypresse ID: 050_G12                   | 46° 40′ 7″ N, 11° 9′ 30″ O Schillerstraße 8        | Botanisches Naturdenkmal: Zypresse |
| ja   | Datei hochladen | 2 Gemeine Rosskastanien ID: 050_G13            | 46° 40′ 12″ N, 11° 9′ 52″ O Passerpromenade        | Botanisches Naturdenkmal: Aesculus hippocastanum Der auf dem Foto rechte Baum wird wegen des schlechten Zustands 2019 gefällt.                                               |
| ja   | Datei hochladen | 1 Himalaya-Zeder, 1 Küsten-Sequoie ID: 050_G14 | 46° 40′ 12″ N, 11° 10′ 0″ O                        | Botanisches Naturdenkmal: Cedrus dodara: 6,6 m Umfang in Brusthöhe, Sequoiadendron giganteum. Seiseneggpark zwischen Passer und Steinachviertel                              |
| ja   | Datei hochladen | 2 Tulpenbäume ID: 050_G15                      | 46° 40′ 10″ N, 11° 10′ 2″ O                        | Botanisches Naturdenkmal: Liriodendron tulipifera. Winterpromenade, vor Villa Fanny                                                                                          |
| ja   | Datei hochladen | 1 Graupappel ID: 050_G16                       | 46° 40′ 8″ N, 11° 9′ 53″ O                         | Botanisches Naturdenkmal: Populus canescens; Alter 195 Jahre, als bestehender Baum 1860 in neu angelegten Elisabethpark integriert. Der Baum wurde am 13. Juli 2015 gefällt. |
| ja   | Datei hochladen | 1 Platane ID: 050_G17                          | 46° 40′ 2″ N, 11° 9′ 45″ O                         | Botanisches Naturdenkmal: Platane. An der Kreuzung Romstraße und Mirabellastraße.                                                                                            |
| ja   | Datei hochladen | 1 Himalaya-Zeder ID: 050_G18                   | 46° 39′ 59″ N, 11° 9′ 38″ O Petrarcastraße 3       | Botanisches Naturdenkmal: Himalayazeder Der Baum wurde im Mai 2025 gefällt                                                                                                   |
| ja   | Datei hochladen | 1 Blaue Atlas-Zeder ID: 050_G19                | 46° 39′ 58″ N, 11° 9′ 41″ O Romstraße 21           | Botanisches Naturdenkmal: Atlaszeder |
| BW   | Datei hochladen | 1 Platane ID: 050_G20                          | 46° 39′ 44″ N, 11° 9′ 51″ O                        | Botanisches Naturdenkmal: Platane. An der Kreuzung Romstraße und Maria Trost Straße                                                                                          |
| ja   | Datei hochladen | 1 Kiefer ID: 050_G21                           | 46° 39′ 40″ N, 11° 10′ 37″ O Winkelweg 70          | Botanisches Naturdenkmal: Kiefer |
| ja   | Datei hochladen | 1 Lawson’s Scheinzypresse ID: 050_G22          | 46° 39′ 52″ N, 11° 10′ 13″ O Parinistraße 3        | Botanisches Naturdenkmal: Lawsons Scheinzypresse |
| BW   | Datei hochladen | 1 Kork-Eiche ID: 050_G23                       | 46° 39′ 54″ N, 11° 10′ 20″ O                       | Botanisches Naturdenkmal: Korkeiche am Winkelweg |
| ja   | Datei hochladen | 1 Gelbkiefer ID: 050_G24                       | 46° 39′ 56″ N, 11° 10′ 13″ O                       | Botanisches Naturdenkmal: Gelb-Kiefer |
| ja   | Datei hochladen | 1 Kalifornische Flusszeder ID: 050_G25         | 46° 39′ 58″ N, 11° 10′ 13″ O                       | Botanisches Naturdenkmal: Calocedrus decurrens; vielstämmig, ein Hauptast horizontal,                                                                                        |
| BW   | Datei hochladen | 2 Berg-Mammutbäume ID: 050_G26                 | 46° 39′ 54″ N, 11° 11′ 0″ O                        | Botanisches Naturdenkmal: Mammutbaum an der Kastaniengasse |
| BW   | Datei hochladen | 1 Sicheltanne ID: 050_G27                      | 46° 40′ 1″ N, 11° 10′ 42″ O Christomannosstraße 34 | Botanisches Naturdenkmal: ursprünglich 2 Japanische Sicheltannen, 1 Lawsons Scheinzypr                                                                                       |
| ja   | Datei hochladen | 2 Berg-Mammutbäume ID: 050_G28                 | 46° 40′ 4″ N, 11° 10′ 38″ O Christomannosstraße 15 | Botanisches Naturdenkmal: Mammutbaum |
| ja   | Datei hochladen | 1 Nepal-Zypresse ID: 050_G29                   | 46° 40′ 3″ N, 11° 10′ 33″ O Christomannosstraße 18 | Botanisches Naturdenkmal: Zypresse |
| BW   | Datei hochladen | 1 Berg-Mammutbaum ID: 050_G30                  | 46° 40′ 5″ N, 11° 10′ 35″ O                        | Botanisches Naturdenkmal: Mammutbaum an der Leichtergasse |
| BW   | Datei hochladen | 1 Berg-Mammutbaum ID: 050_G31                  | 46° 40′ 7″ N, 11° 10′ 33″ O                        | Botanisches Naturdenkmal: Mammutbaum an der Leichtergasse |
| ja   | Datei hochladen | 1 Gemeine Rosskastanie ID: 050_G32             | 46° 40′ 7″ N, 11° 10′ 15″ O Cavourstraße 62        | Botanisches Naturdenkmal: Rosskastanie |
| ja   | Datei hochladen | 1 Himalaya-Zeder ID: 050_G33                   | 46° 40′ 13″ N, 11° 10′ 28″ O                       | Botanisches Naturdenkmal: Himalayazeder beim Ansitz Rosenstein |
| BW   | Datei hochladen | 1 Kalifornianische Flusszeder ID: 050_G34      | 46° 40′ 16″ N, 11° 10′ 35″ O                       | Botanisches Naturdenkmal: Kalifornische Flusszeder beim Ansitz Rottenstein, siehe Datei:Rottenstein, Mais, Meran.JPG                                                         |
| BW   | Datei hochladen | 1 Himalaya-Zeder ID: 050_G35                   | 46° 40′ 27″ N, 11° 10′ 32″ O Vigilstraße 40        | Botanisches Naturdenkmal: Himalayazeder |
| BW   | Datei hochladen | 1 Himalaya-Zeder ID: 050_G36                   | 46° 40′ 45″ N, 11° 11′ 2″ O Pflanzensteinstraße 19 | Botanisches Naturdenkmal: Himalayazeder |

| Foto: | Fotografie des Naturdenkmals. Klicken des Fotos erzeugt eine vergrößerte Ansicht. Daneben finden sich zwei Symbole: |
| ID    | Identifikator bei der Abteilung Natur, Landschaft und Raumentwicklung der Südtiroler Landesverwaltung               |